# 戈洛萨尔沃
戈洛萨尔沃，是西班牙卡斯蒂利亚-拉曼恰自治区阿尔瓦塞特省的一个市镇。 总面积28km², 总人口113人（2001年），人口密度4人/km²。